# Match TV
Match TV (in russo Матч ТВ?) è un canale televisivo sportivo con sede in Russia. Il canale è stato fondato il 1 novembre 2015 al posto dell'ex canale sportivo, di proprietà della compagnia televisiva e radiofonica statale tutta russa, e fa parte di Gazprom Media. Con sede a Mosca.